# Cryptops ethophor
Cryptops ethophor är en mångfotingart som beskrevs av Chamberlin 1920. Cryptops ethophor ingår i släktet Cryptops och familjen Cryptopidae.
Artens utbredningsområde är Fiji. Inga underarter finns listade i Catalogue of Life.